# Reserva Kasijy
La reserva especial de Kasijy es una reserva natural de 19 800 hectáreas (49 000 acres) en la región de Betsiboka de Madagascar. Casi la mitad de las especies de plantas y animales registradas dentro de la reserva son endémicas de Madagascar y BirdLife International ha catalogado la reserva como área importante para la conservación de las aves.

## Geografía
La reserva especial de Kasijy se encuentra a 20 kilómetros al noroeste de Bemonto, en la región de Betsiboka, en Madagascar. El acceso es difícil debido a las malas carreteras y no existe alojamiento en la reserva. El alojamiento más cercano se encuentra en el puerto de Mahajanga, al norte.
Hay dos afloramientos de karst, el macizo de Kasijy y el macizo más pequeño de Analamajera; ambos están cubiertos de bosque. 
La reserva especial de Kasijy cubre 19.800 hectáreas, de las cuales 14.931 hectáreas son de sabana y 4.394 hectáreas de selva tropical. También existen zonas pantanosa y aguas abiertas en la reserva. El lugar está bordeado por tres ríos; en el norte está el río Andranomaitso, el río Mahavavy en el este y el río Mahiarere al sur. 
El clima es duro con una estación seca de abril a noviembre, cuando los ríos se secan, y la reserva está cerrada a los visitantes en la temporada de lluvias que se extiende de diciembre a abril. Las precipitaciones anuales son de 1,679 milímetros (66,1 pulgadas) y las temperaturas pueden alcanzar 38 °C (100 °F).
Los grupos étnicos dominantes son el pueblo Sakalava y el pueblo Tsimihety.

## Fauna y flora
Los afloramientos kársticos están cubiertos de bosques densos, semicaducifolios y secos, y los árboles típicos son especies de Adansonia, Cedrelopsis e Hildegardia. En la parte sur de la reserva se encuentra la sabana con arbustos leñosos.
Hasta la fecha se han registrado en la reserva quince especies de mamíferos, seis especies de anfibios, 22 especies de reptiles y 67 especies de aves. 

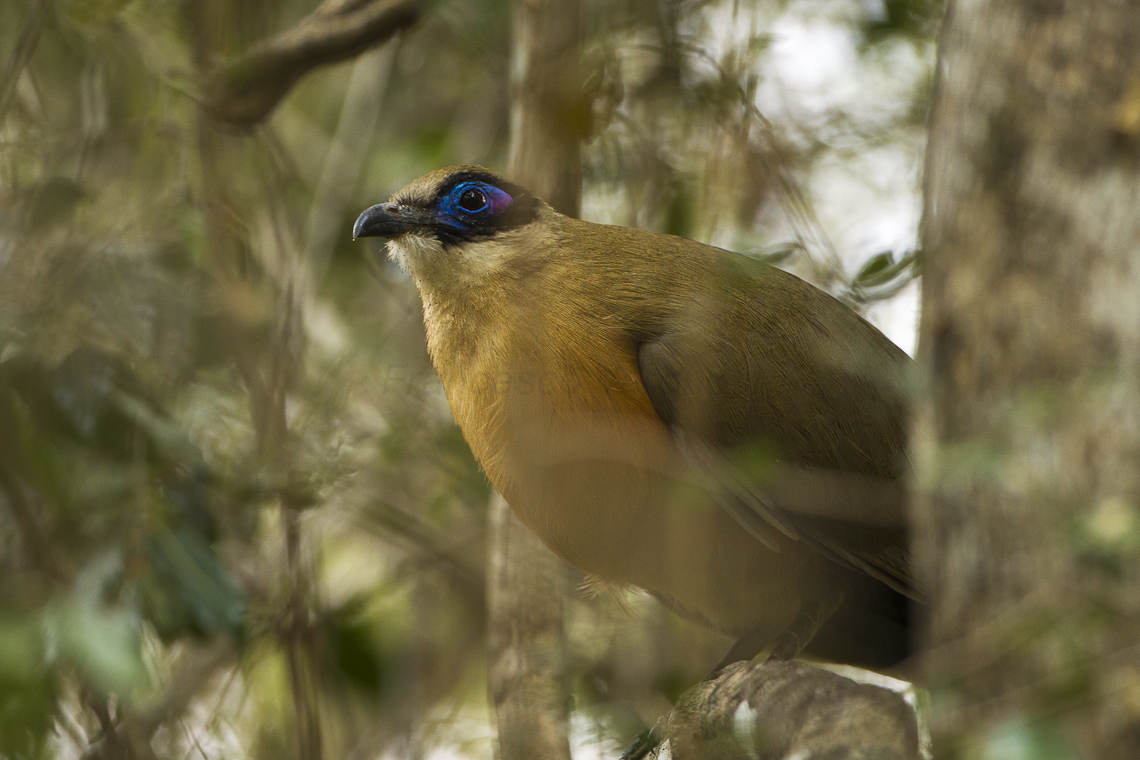
Cúa gigante de Madagascar

Algunas de las especies que se encuentran en la reserva son:
- Accipiter henstii (el azor malgache)
- Coua coquereli (el cúa de Coquerel)
- Coua gigas (el cúa gigante)
- Falculea palliata (el vanga piquicurvo)
- Philepitta schlegeli (la filepita de Schlegel)
- Ploceus sakalava (tejedor de Sakalava)

## Amenazas
La sabana es pastoreada por manadas de cebús.